# Palazzo Poniatowski
Palazzo Poniatowski ou Palazzo del Principe di Polonia é um palácio localizado no número 81 da Via della Croce, no rione Campo Marzio de Roma.

## História
O príncipe Estanislau Poniatowski, um sobrinho de Estanislau Augusto II, o último rei da Polônia, comprou algumas residências na Via della Croce depois de se mudar para Roma em 1792. Depois de demoli-las, ele as substituiu, numa obra conduzida pelo arquiteto Giuseppe Valadier, por um edifício bastante sem graça que Mariano Vasi, numa atualização do guia de seu pai, Giuseppe Vasi, sobre Roma, chamou pretensiosamente de "Palácio do Príncipe da Polônia". Na realidade, o edifício foi rapidamente dividido em apartamentos para alugar pois o príncipe propriamente dito preferia viver na Villa Sinibaldi Poniatowski. Não muito longe da Via della Croce, em frente à igreja de Trinità dei Monti, o Palazzo Zuccari ficou conhecido por algum tempo como "Palácio da Rainha da Polônia", que, no caso, era a rainha Maria Casimira Sobieski.